# Fernand Thiébaut
Fernand Edmond Alphonse Thiébaut, né le 1er janvier 1855 à Monceau-sur-Sambre et décédé le 5 mai 1928 à Linkebeek, est un homme politique belge du parti catholique.

## Biographie
Fernand Thiébaut fut ingénieur des Mines (1875, hors université) ; il fut élu conseiller communal (1900) et bourgmestre (1900-19) de Monceau-sur-Sambre, sénateur de l'arrondissement Charleroi-Thuin (1918-1928), en suppléance de Werner de Merode.

## Sources
« Bio sur ODIS »(Archive.org • Wikiwix • Archive.is • Google • Que faire ?), sur www.odis.be